# Rhodi(III) chloride
Rhodi(III) chloride là một cách gọi chung cho các hợp chất vô cơ có công thức hóa học RhCl3(H2O)n, với giá trị n thay đổi từ 0 đến 3. Tùy thuộc vào giá trị của n, chất này có thể là chất rắn màu nâu đậm hoặc có màu đỏ. Muối ngậm nước của nó được sử dụng rộng rãi để pha chế các hợp chất được sử dụng trong quá trình xúc tác đồng nhất, đặc biệt là đối với sản xuất acid acetic và phản ứng hydroformyl hóa.

## Cấu trúc
Rhodi(III) chloride dạng ngậm nước thường được biết đến dưới dạng trihydrat có công thức gần đúng là RhCl3(H2O)3. 103Rh NMR cho thấy rằng dung dịch của hợp chất này thực ra gồm một số loại khác biệt, và tỷ lệ của từng chất lại thay đổi theo thời gian và phụ thuộc vào nồng độ chloride trong dung dịch. Sự phân bố tương đối của các loại góp phần xác định nên màu sắc của dung dịch, có thể từ màu vàng đến màu quả mâm xôi đỏ.

## Phức hợp
RhCl3(H2O)3 là tiền chất của nhiều phức hợp khác nhau, một số trong đó là có tính thương mại rất lớn. Hợp chất này phản ứng với acetylaceton để tạo ra rhodi(III) acetylacetonat.

## Hợp chất khác
RhCl3 còn tạo một số hợp chất với NH3, như:
- RhCl3·3NH3 là chất rắn màu vàng, D = 2,41 g/cm³;[4]
- RhCl3·4NH3 là chất rắn màu vàng kim loại, D = 2,07 g/cm³;[4]
- RhCl3·5NH3 khan và 2 nước đều là tinh thể vàng nhạt-trắng[5], D = 2,08 g/cm³[4];
- RhCl3·6NH3 là tinh thể không màu[5], D = 1,92 g/cm³.[4]

RhCl3 còn tạo một số hợp chất với CS(NH2)2, như:
- RhCl3·3CS(NH2)2 – tinh thể màu đỏ garnet;
- RhCl3·5CS(NH2)2 – tinh thể vàng;[6]
- RhCl3·6CS(NH2)2 – tinh thể vàng.[7]

RhCl3 còn tạo một số hợp chất với CSN3H5, như:
- RhCl3·CSN3H5·2H2O – chất rắn màu nâu;[8]
- RhCl3·2CSN3H5·xH2O – với x = 1: chất rắn màu vàng, với x = 2: tinh thể vàng cam;[8]
- RhCl3·3CSN3H5·xH2O – với x = 3: tinh thể màu vàng chanh, với x = 4: tinh thể nâu.[8] Dạng khan có D = 2 g/cm³[4].

Rh(CSN3H4)2Cl·2H2O chứa ion CSN3H4−, là chất rắn màu vàng nâu. Phức hợp hai phối tử RhCl3·2CSN3H5·NH3·2H2O có màu nâu sáng.